# Hilethera turanica
Hilethera turanica är en insektsart som beskrevs av Boris Petrovich Uvarov 1925. Hilethera turanica ingår i släktet Hilethera och familjen gräshoppor. Inga underarter finns listade i Catalogue of Life.